# U Fleků

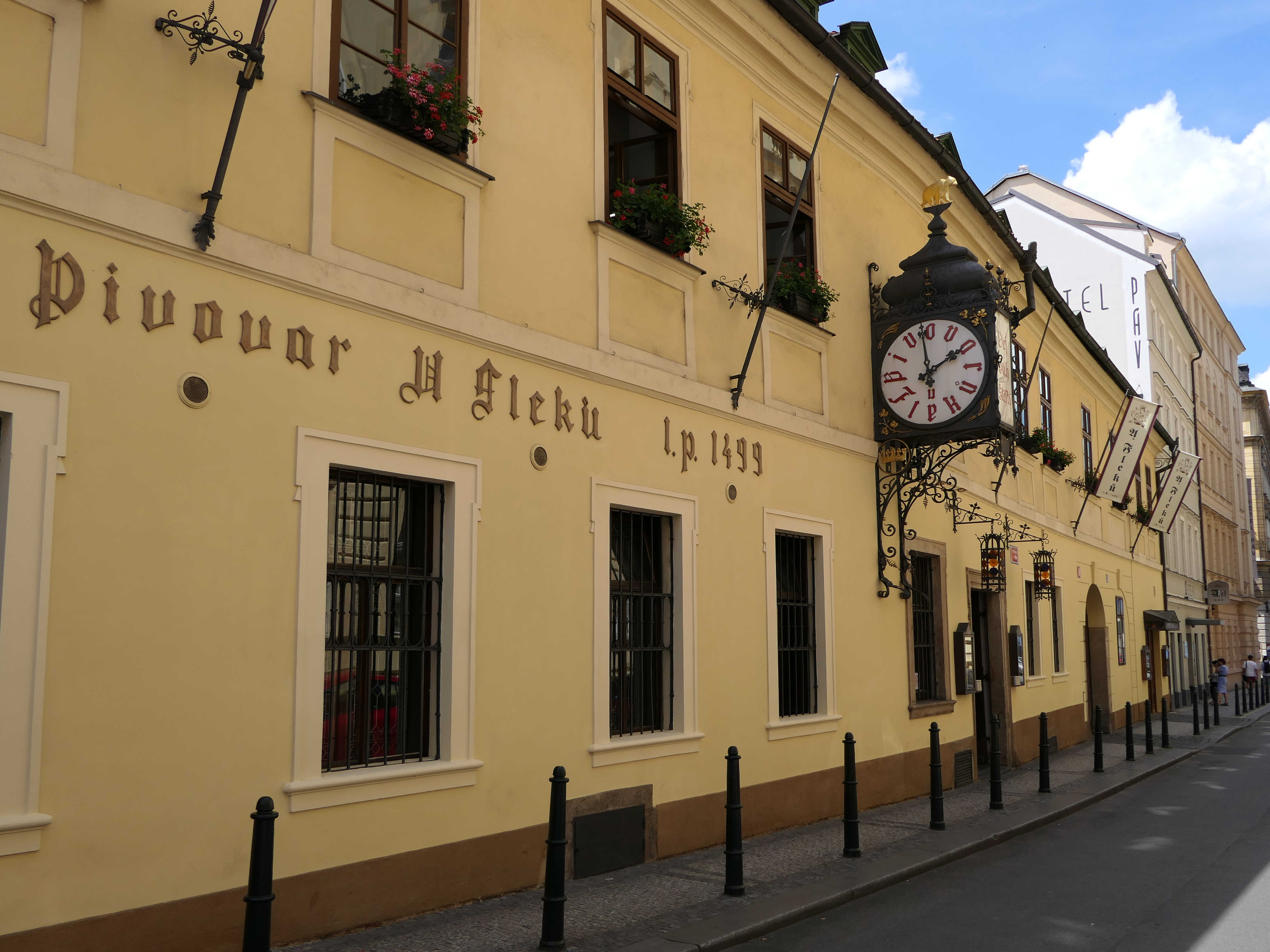
Pivovar U Fleků

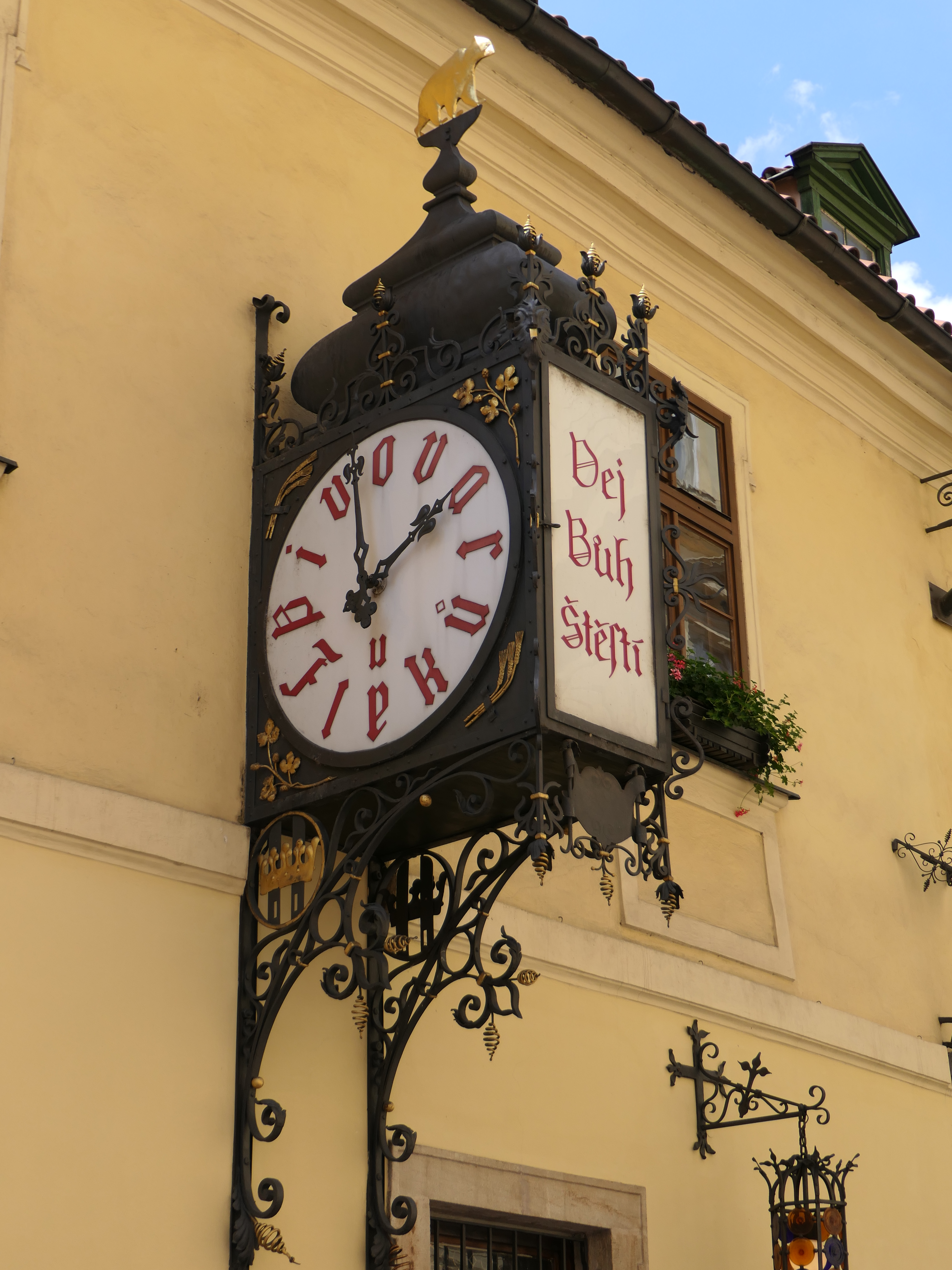
Historische Uhr als Wahrzeichen

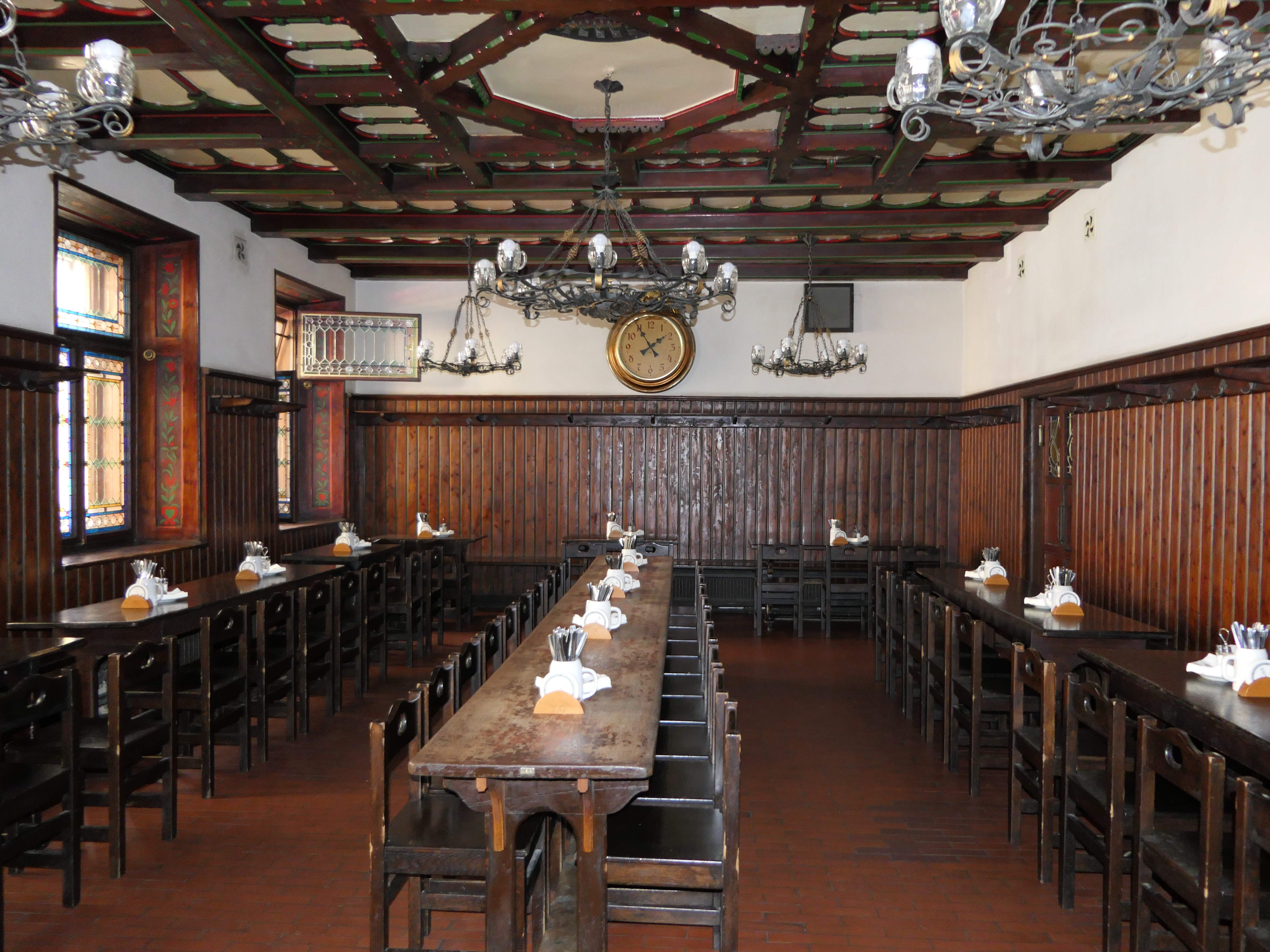
Gastraum

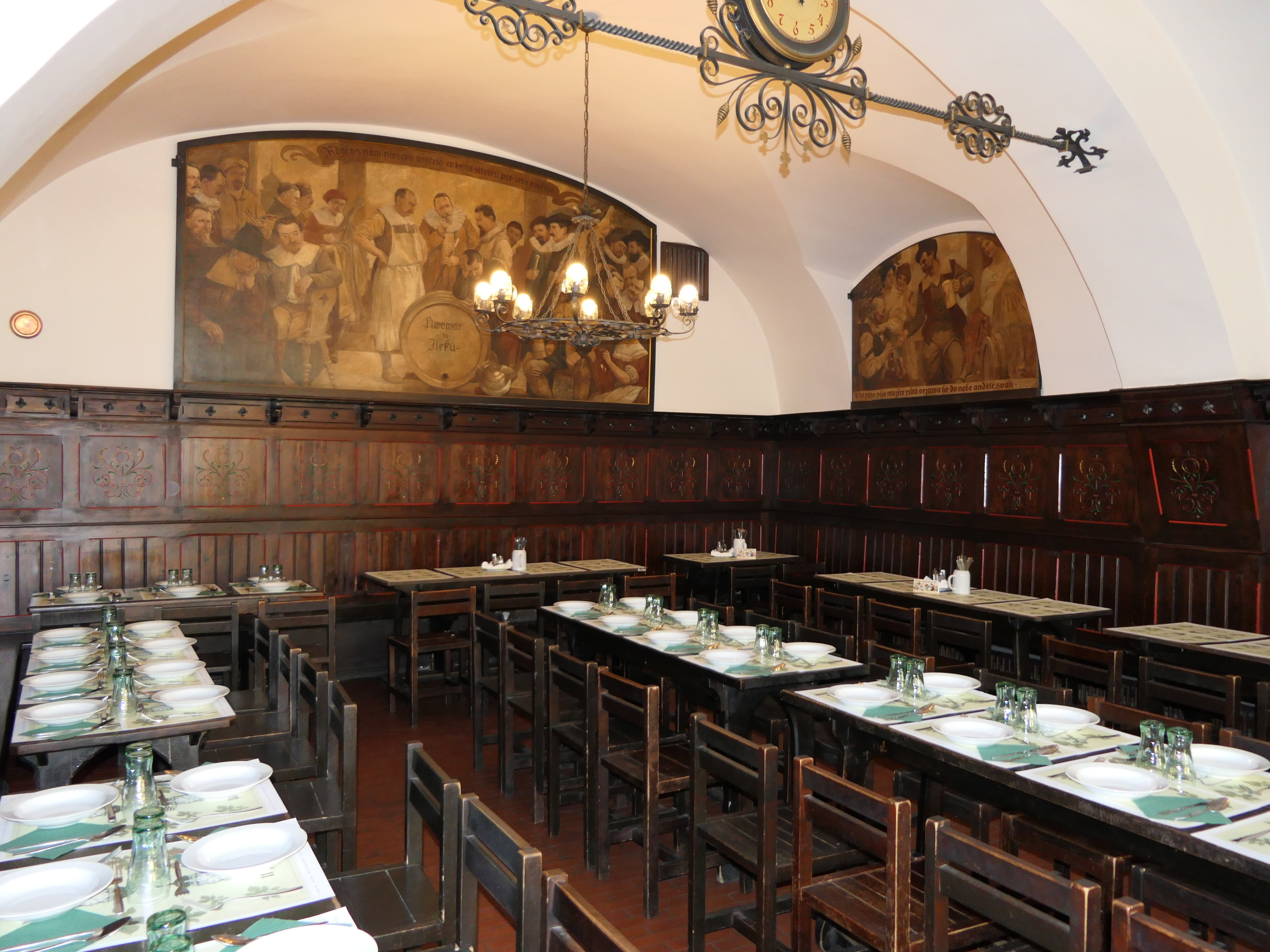
Gastraum

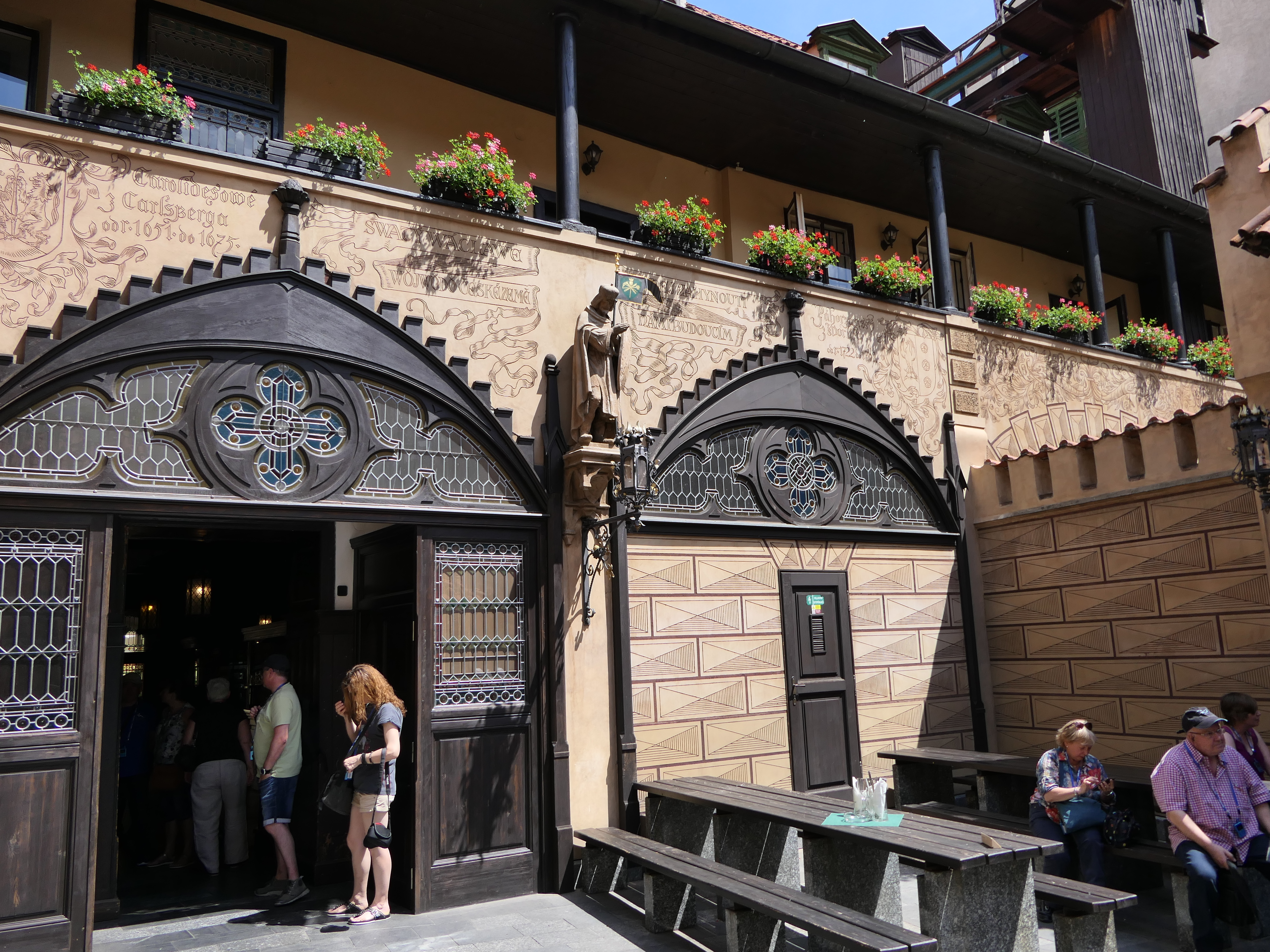
Durchgang zum Innenhof

U Fleků (deutsch: „Bei den Fleks“, d. h. „den Flekovskýs“) ist ein im Jahre 1499 gegründetes und heute eher touristisches Prager Brauhaus in der Prager Neustadt, Křemencova 11 (Deutsch: Křemenecgasse bzw. Alte Postgasse). Wahrzeichen ist die draußen hängende Uhr. Den jetzigen Namen erhielt es im Jahre 1762, als Jakub Flekovský das Brauhaus kaufte und umbenannte.

## Geschichte
Das Bier, genannt Flekovský Tmavý Ležák 13°, ist ein dunkles Lagerbier mit 13 °P Stammwürze und wird ausschließlich im Flek gebraut und größtenteils auch dort getrunken. Zum Mitnehmen sind auch große Flaschen erhältlich. Im Flek gibt es zwei rechts und links vom Eingang liegende Gasträume. Hinter dem Haus befindet sich ein im Innenhof liegender Biergarten, der ausschließlich in den warmen Monaten geöffnet ist. Es werden kalte und warme Speisen serviert. Zur musikalischen Unterhaltung wird tschechische und deutsche volkstümliche Musik gespielt. Das U Fleků bietet Platz für bis zu 1200 Gäste, die Jahreskapazität der Brauerei beträgt etwa 3500 hl.
Der kroatische Fußballverein Hajduk Split wurde 1911 hier von Studenten aus Split gegründet.

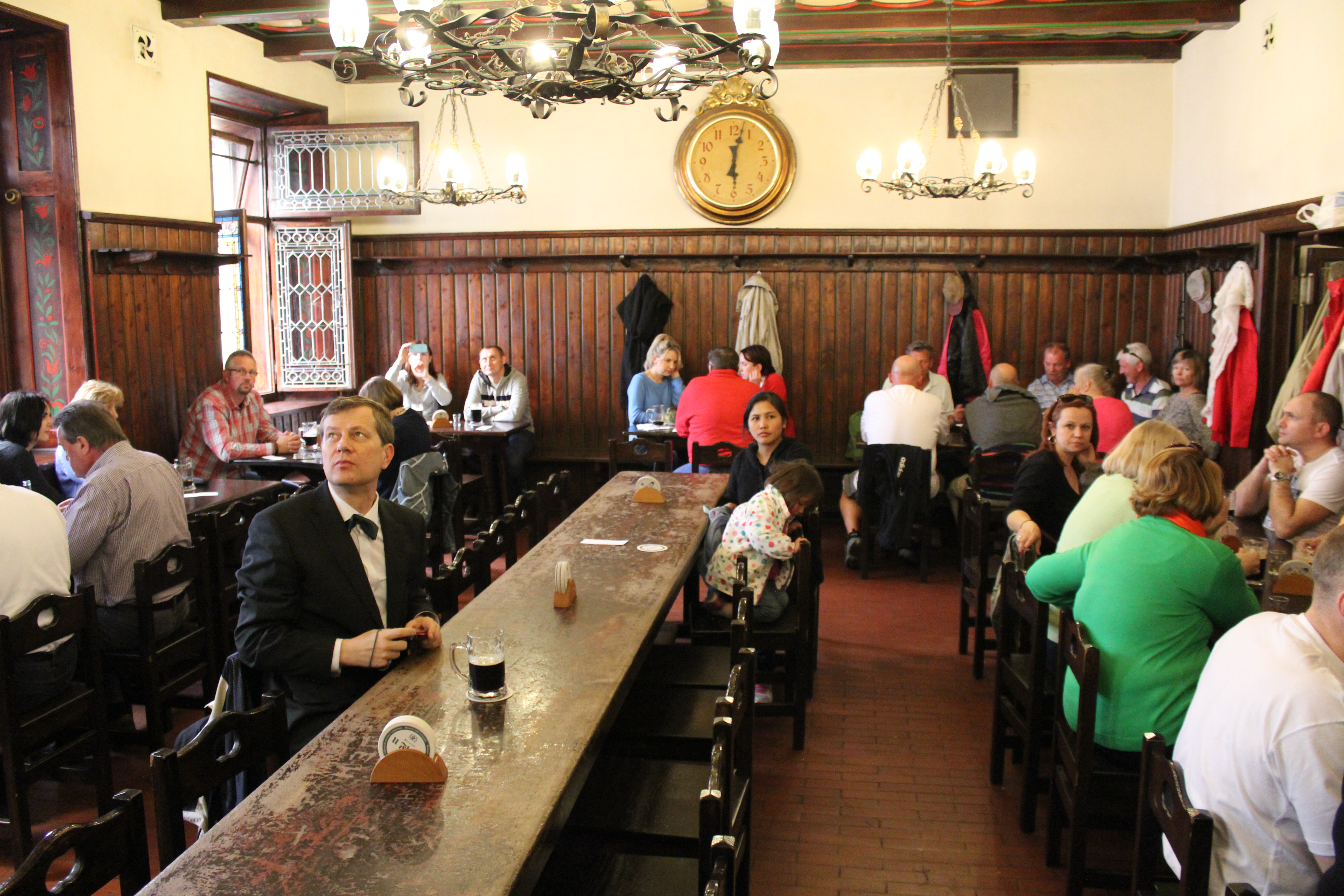
Teilbereich von einem der beiden Gasträume
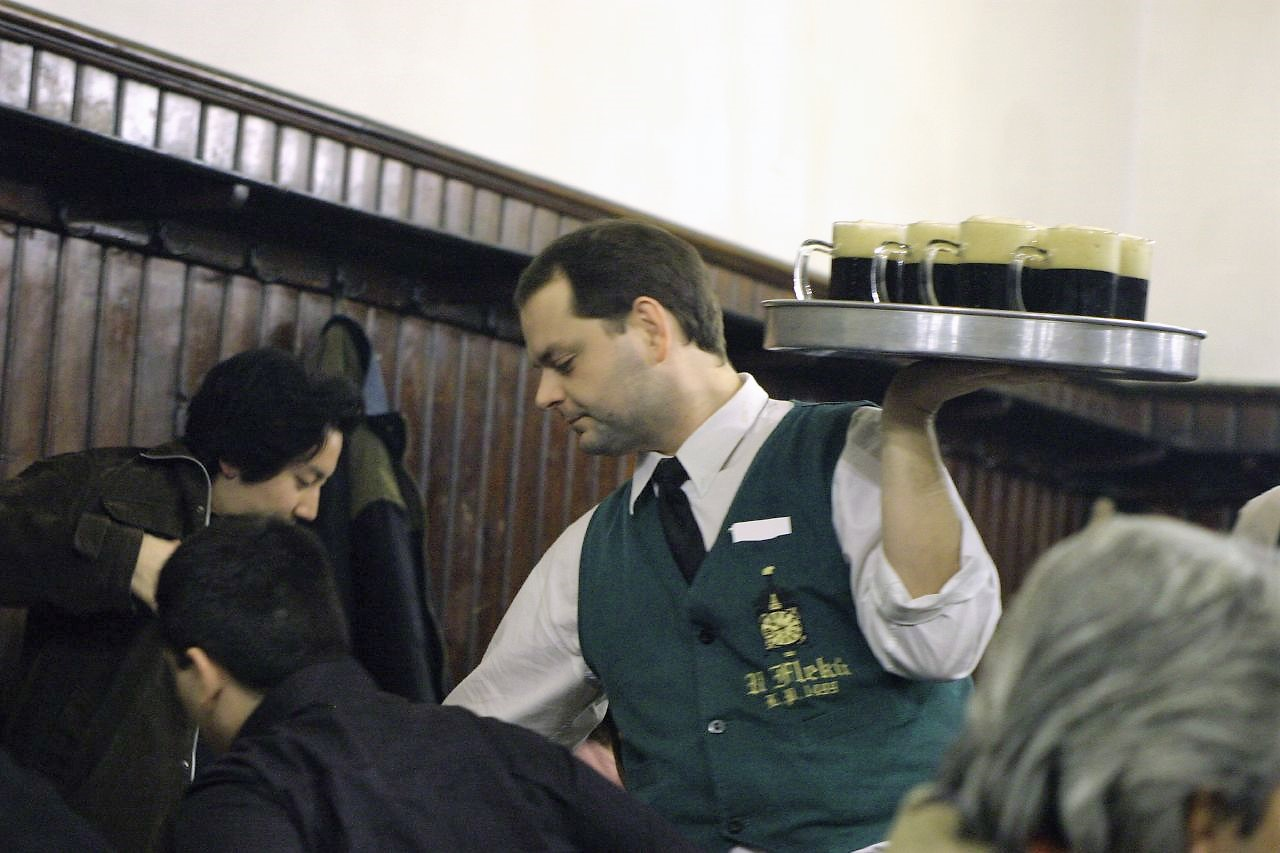
Kellner beim Servieren des hausgebrauten Biers
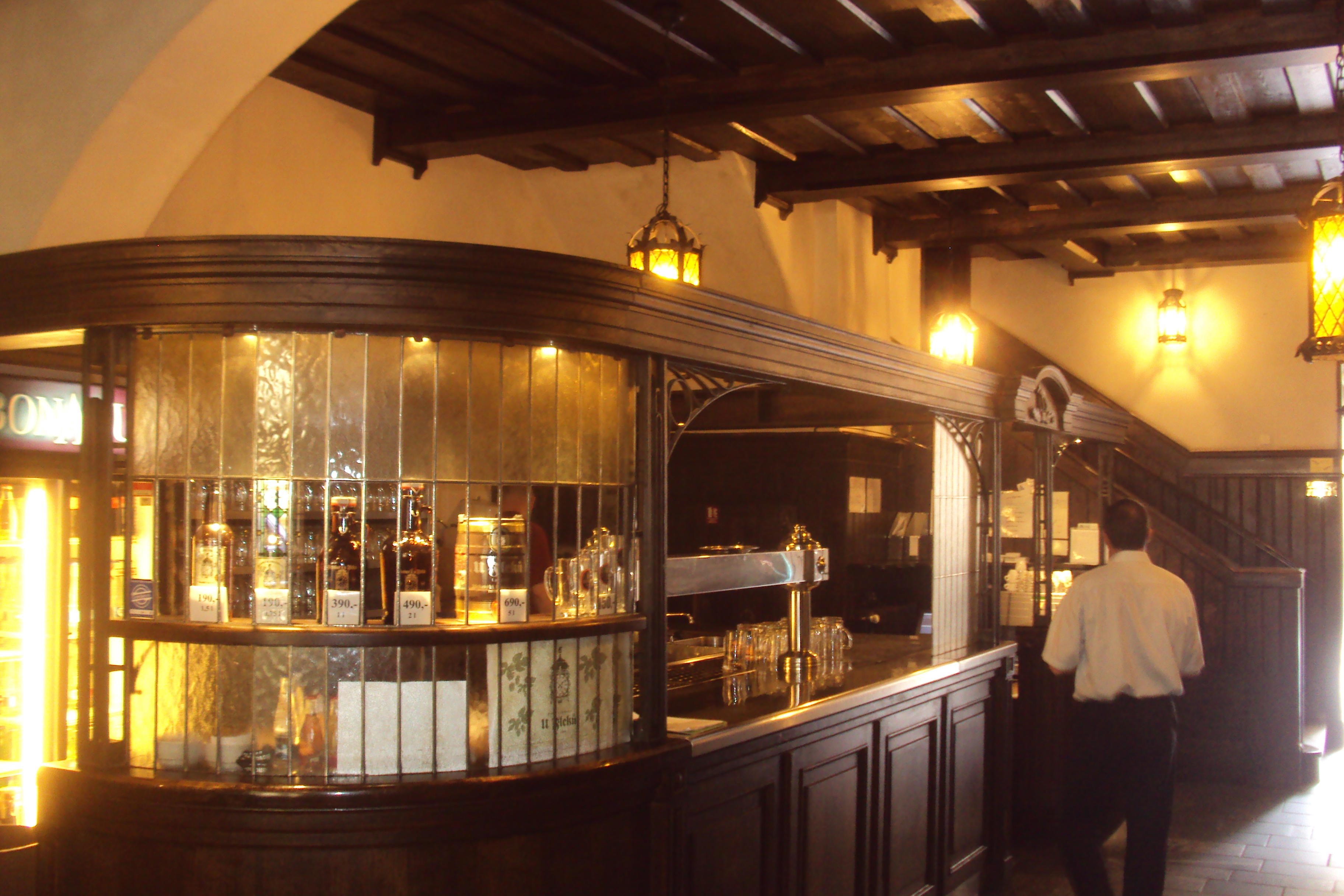
Eine der Schanktheken, mit dem Mitnahmeangebot an Flaschenbier
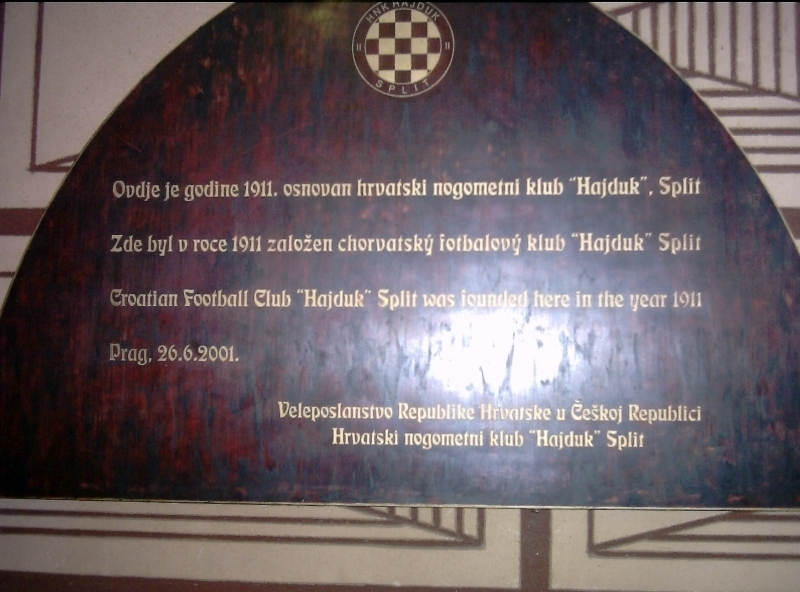
Die Erinnerungstafel für Hajduk Split

## Treffpunkt der DDR-Blueserszene
Von den späten 1970er bis Mitte der 1980er Jahre war das U Fleků vor allem zu Ostern ein sehr populärer Treffpunkt von vielen hundert Jugendlichen aus der oppositionellen Jugendkultur der DDR – der sogenannten Blueser- oder Kundenszene. Ein „Blueser“ war eine Synthese aus Blues- bzw. Rockfan und Blumenkind. Sie kamen, um hier mit Gleichgesinnten zu feiern. Die Staatsmacht versuchte, dies zu verhindern. Viele Jugendliche wurden deshalb unter Vorwänden an der Grenze abgefangen, mit der Auflage, sich am nächsten Tag bei ihrem zuständigen Polizeirevier zu melden. Anderen wurde bereits im Vorfeld der Personalausweis abgenommen, um sie von einer Ausreise auszuschließen. Aufgrund der Repressionen wurden die im U Fleků erworbenen Anstecknadeln mit der Uhr als Wahrzeichen stolz an der Jeansjacke getragen: „Wir haben es geschafft.“